# Zavoy (Tundzha)
Zavoy (búlgaro: Заво̀й) es un pueblo de Bulgaria perteneciente al municipio de Tundzha de la provincia de Yámbol.
Se conoce la existencia de la localidad desde el siglo XVI, aunque en su área se han hallado restos tracios.
Se ubica a orillas del río Tundzha junto a la carretera A1, unos 10 km al norte de Yámbol.

## Demografía
En 2011 tiene 1028 habitantes, de los cuales el 61,28% son étnicamente búlgaros y el 27,43% gitanos.
En anteriores censos su población ha sido la siguiente:
| Gráfica de evolución demográfica de Zavoy entre 1934 y 2011 |
|                                                             |